# 彼得·奧丹維治
彼得·奧薩澤·奧丹維治（英語：Peter Osaze Odemwingie，1981年7月15日—），出生於烏茲別克共和國的塔什干，尼日利亞職業足球員，司職前鋒或翼鋒。

## 生平

### 背景
奧丹維治的名字「奧薩澤」（Osaze）有「上帝挑選（為你）」的意思。雖然在俄羅斯長大，奧丹維治選擇代表尼日利亞參與國際賽事而非俄羅斯隊，事實上他可以選擇為俄羅斯或出生地烏茲別克效力。

### 球會

#### 早年
奧丹維治首先來到比利時球會卢维亚（La Louviere），並在加盟首季便協助球會取得比利時杯，效力期間上陣44場射入28球。奧丹維治於轉投法甲里爾時嶄露頭角，顯示出超卓的技術和速度，自此奧丹維治便受歐洲不少大球會的注視。奧丹維治表示他希望留在里爾並協助其取得法甲冠軍，他於2006–07年欧洲冠军联赛在聖西路作客面對AC米兰時先拔頭籌，協助球隊2-0獲勝及晉級淘汰賽階段。
不過，在2007年7月，里爾不能拒絕來自莫斯科火車頭的1,400萬美元報價，將奧丹維治轉售至俄羅斯。在莫斯科的三個球季中，奧丹維治成為球隊進攻重心及核心球員，他共為莫斯科火車頭上陣77次並射入25球。

#### 西布朗
2010年8月20日，奧丹維治以100萬英鎊的價格與英超球會西布罗姆维奇簽約三年，並獲分發24號球衣。簽約僅一日，奧丹維治便在對新特蘭的處子賽入球並協助西布朗以1-0取勝。在簽約西布朗後，一些莫斯科火車頭球迷則展示種族歧視的橫額「慶祝」奧丹維治的離開。其中一張橫額展示一隻香蕉，寫有「多謝西布朗」的字句。為此，西布朗球迷在2010年9月對熱刺的比賽前為奧丹維治展示一幅橫額，上面印有奧丹維治慶祝對新特蘭賽事入球的照片及「多謝莫斯科火車頭」的字句，向莫斯科球迷還擊。奧丹維治在西布朗作客以3-2擊敗阿仙奴的賽事中再度入球，在本季其後的賽事中他再轟入了13球，包括最近在5月8日作客對狼隊的一球十二碼，使奧丹維治已於本季取得15個入球，這也是他在近七場的第六個入球。奧丹維治曾於四月表示希望射入15球，打破他在莫斯科的單季最高入球紀錄。
2011年5月25日西布朗與奧丹維治商討簽署新合約，於休季期間他與多支英超球隊扯上關係，其中韋根正式出價但被西布朗拒絕，於8月18日奧丹維治結束轉會流言，與西布朗簽署三年新約。

#### 轉會女王公园巡游者不遂被雪藏
2013年1月31日，仍然與西布朗有合約的奧丹維治，竟然自行駕車到榜尾球會QPR的主場洛夫特斯路球場，並以QPR球員身份接受訪問，豈料嘗試進入球場時竟被拒諸於門外，其後試圖進入球場亦失敗，最終自行駕車離去。有報道指出，奧丹維治的經理人私下與QPR接洽，原本經已達成協議，並安排奧丹維治前往QPR簽約，及後卻被西布朗會方介入並阻止該宗轉會，而QPR方面只能無奈放棄羅致他。

### 國家隊
奧丹維治選擇效力父親出生的尼日利亞。他在2004年非洲国家杯首次代表尼日利亞，並在對南非比賽的第82及84分鐘射入代表國家隊的頭兩個入球。在2006年及2008年的非洲國家杯，他再次代表尼日利亞，更於2006年協助球隊打入四強。
奧丹維治獲選為唯一在2008年北京奧運會中代表尼日利亞的超齡隊員。他在整個過程中貢獻一個入球及一個助攻，並協助尼日利亞奪得銀牌，僅敗予阿根廷。
在2010年非洲國家杯，奧丹維治擔任隊長，並在四強階段出局後公開批評主教練的戰術失誤。他被選為最佳陣容的一員。
他亦入選了2010年世界杯尼日利亞代表隊，但未能打入一球。
在2014年世界杯的第二场小组赛中，奧丹維治攻入一球，成为全场比赛最佳球员。

## 榮譽

### 國際賽
尼日利亞國奧隊
- 奧運會銀牌（1）：2008年

尼日利亞
- 非洲國家盃季軍（3）：2004年、2006年、2010年

### 個人
- 英超每月最佳球員（2）：2010年9月、2011年4月

## 其他連結
- Eurosport Profile
- News article on Odemwingie's performances （页面存档备份，存于）
- Small article on interest to Odemwingie
- News article on moving to Russia
- UEFA article reporting on his success in Ligue 1 （页面存档备份，存于）
- Peter Odemwingie （页面存档备份，存于） profile, detailed club and national team statistics, honours (palmares) and timeline
- 彼得·奧丹維治 – 法國職業足球聯賽数据 – 支持法语（已存档）
- 足球数据库：彼得·奧丹維治的球员统计数据
- ESPN Profile （页面存档备份，存于）